# Територијални национализам
Територијални национализам је посебан облик национализма који се заснива на територијалном схватању нације као политичке заједнице свих становника одређене територије. Поборници територијалног национализма се залажу за изградњу специфичног националног идентитета, заснованог на оним идентитетским категоријама које су препознате као најпогодније за спровођење политичког обједињавања целокупног сановништва на одређеној територији. У том смислу, заговорници територијалног национализма посматрају националну државу као израз колективне суверености целокупног становништва на одређеној територији.
У политичкој теорији и пракси, територијални национализам се јавља у неколико облика и видова, који се међу собом знатно разликују, не само по својим основним идеолошким усмерењима, већ и по својим организационим карактеристикама и конкретним политичким стратегијама, а такође и по избору метода за остваривање својих циљева. У том смислу, територијални национализам се може јављати са различитим идеолошким предзнацима (левичарски, центристички, десничарски), а такође може представљати и посебну компоненту у склопу различитих политичких пројеката, не само демократских, већ и ауторитарних, односно тоталитарних.

## Територијална нација
Различити видови територијалног национализма се према политичком нивоу деловања могу поделити у две основне скупине. Прву скупину чине они облици територијалног национализма који су присутни на нивоу суверених држава, с тим што у појединим државама територијални концепт нације представља саставни део званичне државне идеологије (САД), док је у другим државама присутан само у облику политичког програма који заступају поједине странаке и покрети. Другу скупину чине неки специфични облици територијалног национализма, који се јављају на регионалном нивоу, а најчешће су присутни у оним областима у којима постоји тежња ка добијању или проширивању политичке аутономије, односно у областима које теже ка изградњи сопствене државности и стицању пуног политичког и националног суверенитета. Карактеристичне примере за такве облике територијалног национализам представљају баварски регионални национализам у Немачкој и квебечки регионални национализам у Канади.
Варијантни облици територијалног национализма се такође разликују и по односу према традиционалним друштвеним категоријама, као што су етничка или религијска припадност. Поједини облици територијалног национализма се заснивају на плуралистичком концепту нације, који је утемељен на либералним традицијама грађанског национализма. Поборници таквог усмерења сматрају да је територијални концепт нације могуће остварити на плуралистичким, либералним и грађанским основама, путем постепеног изграђивања заједничког државно-политичког идентитета, уз пуно уважавање традиционалних етничких, језичких, религијских и других посебности које постоје на одређеној територији. На другој страни, постоје и сасвим другачији облици територијалног национализма, који се заснивају на интегралистичком поимању нације. Поборници интегралистичког усмерења сматрају да национални идентитет није могуће изградити без радикалног раскида са традиционалним етничким, религијским и другим поделама, које се доживљавају као главна препрека у изградњи обједињеног (интегралног) националног идентитета. У том смислу, интегралистички облик територијалног нацонализма се непосредно сукобљава са начелима на којима почивају неки други облици национализма, као што су етнички национализам и религијски национализам.